# Gaby Mellado
Gaby Mellado (14 de junio de 1992, Orizaba) es una actriz mexicana. 

## Biografía
Gabriela Mellado nació en Orizaba, Veracruz. Es egresada del Centro de Educación Artística de Televisa (CEA) en la generación del 2006. En  2015 estudió en Los Ángeles, California, en el estudio de actuación de Howard Fine, tomando la técnica de The Alexander Technique impartida por los maestros Jean-Louis Rodrigue y Kristof Konrad. De igual forma tomó otros talleres de actuación a cargo de Fernando Piernas , David Coury, Marilyn McIntyre y la Master Class de Howard Fine. 
En el año 2008, hace su debut en la telenovela En nombre del amor, de Carlos Moreno Laguillo. En 2010, participa en la telenovela Zacatillo, un lugar en tu corazón, de Lucero Suárez interpretando a «Liliana». Cabe resaltar que esta producción le haría ganar una nominación en los Premios TVyNovelas como actriz juvenil. Ese mismo año forma parte del cortometraje "Ensueño" dando vida a «Lu». A estas producciones les siguieron Triunfo del amor y Amorcito corazón, de Salvador Mejía y Lucero Suárez respectivamente. Por Amorcito corazón, obtuvo una nominación en los premios TVyNovelas. En 2013, interpreta a «Solita» en la telenovela de Nathalie Lartilleux Nicaud, Corazón indomable.
Un año después participa en Qué pobres tan ricos, de Rosy Ocampo, donde interpretó a «Macarena Larrea». En 2015 obtiene un protagónico juvenil en la telenovela "Lo imperdonable" donde interpreta a «Ana Perla», una indígena que crea un inmenso amor con Pablo Hidalgo (Sebastián Zurita).En el 2016 forma parte de la película Más allá de la Herencia, integrándose al elenco formado por las actrices Dulce María, Carmen Aub y Anabel Ferreira. El siguiente año participa en una producción americana llamada An American Funeral, película que participa en diferentes festivales alrededor del mundo.

## Trayectoria

### Televisión
| Año       | Proyecto                            | Personaje                              |
| --------- | ----------------------------------- | -------------------------------------- |
| 2025      | Rosario Tijeras                     | Ximena                                 |
| 2025      | A.mar, donde el amor teje sus redes | Brisa Contreras Lara                   |
| 2023      | Un día para vivir                   | Karina                                 |
| 2022      | Esta historia me suena              | Susana                                 |
| 2021      | La desalmada                        | Clara Ochoa                            |
| 2018      | La taxista                          | Becka Romero                           |
| 2017      | El vuelo de la Victoria             | Adriana Hernández                      |
| 2015      | Lo imperdonable                     | Ana Perla Sánchez Álvarez              |
| 2013-2014 | Qué pobres tan ricos                | Macarena Larrea, Condesa de Valladolid |
| 2013      | Corazón indomable                   | Soledad "Solita" Olivares              |
| 2011-2012 | Amorcito corazón                    | Bárbara Pinzón Hernández               |
| 2010-2011 | Triunfo del amor                    | Gaby                                   |
| 2010      | Zacatillo, un lugar en tu corazón   | Guadalupe "Lupita" Treviño             |
| 2008-2009 | En nombre del amor                  | Sandra Bueno                           |

### Cine
| Año  | Película                | Personaje      |
| ---- | ----------------------- | -------------- |
| 2017 | An American Funeral     | Erlene White   |
| 2016 | Más Allá de la Herencia | Vanessa Novelo |
| 2010 | Ensueño                 | Lu             |

## Nominaciones

### Premios TVyNovelas
| Año  | Categoría            | Telenovela                        | Resultado |
| ---- | -------------------- | --------------------------------- | --------- |
| 2012 | Mejor actriz juvenil | Amorcito corazón                  | Nominada  |
| 2011 | Mejor actriz juvenil | Zacatillo, un lugar en tu corazón | Nominada  |